# Seven de Canadá 2016
El Seven de Canadá 2016 fue la primera edición del Seven de Canadá y sexta etapa de la Serie Mundial de Rugby 7 2015-16. El torneo se efectuó entre el 12 y 13 de marzo de 2016 en el Estadio BC Place de Vancouver. Nueva Zelanda ganó la Copa de Oro al vencer en la final a Sudáfrica.

## Formato
Los equipos participantes se dividen en cuatro grupos de cuatro equipos, donde cada equipo juega un partido ante sus rivales de grupo. Cada victoria otorga 3 puntos, cada empate otorga 2 puntos, y cada derrota otorga 1 punto.
Los dos equipos con más puntos en cada grupo avanzan a cuartos de final de la Copa de Oro. Los cuatro ganadores avanzan a semifinales de la Copa de Oro, y los cuatro perdedores a semifinales de la Copa de Plata.
Los dos equipos con menos puntos en cada grupo avanzan a cuartos de final de la Copa de Bronce. Los cuatro ganadores avanzan a semifinales de la Copa de Bronce, y los cuatro perdedores a semifinales de la Copa Shield.

## Equipos participantes
Participaron 16 selecciones. 15 equipos tienen estatus permanente. Brasil fue invitado. 
| África              | América                                        | Europa                                                      | Oceanía                                    |
| ------------------- | ---------------------------------------------- | ----------------------------------------------------------- | ------------------------------------------ |
| - Sudáfrica - Kenia | - Argentina - Brasil - Canadá - Estados Unidos | - Escocia - Francia - Gales - Inglaterra - Portugal - Rusia | - Australia - Nueva Zelanda - Samoa - Fiyi |

## Fase de grupos

### Grupo A
| Pos. | Equipo   | Encuentros | Encuentros | Encuentros | Encuentros | Tantos  | Tantos    | Tantos     | Puntos |
| Pos. | Equipo   | jugados    | ganados    | empatados  | perdidos   | a favor | en contra | diferencia | Puntos |
| ---- | -------- | ---------- | ---------- | ---------- | ---------- | ------- | --------- | ---------- | ------ |
| 1    | Fiyi     | 3          | 3          | 0          | 0          | 124     | 24        | + 100      | 9      |
| 2    | Samoa    | 3          | 2          | 0          | 1          | 74      | 64        | + 10       | 7      |
| 3    | Kenia    | 3          | 1          | 0          | 2          | 81      | 55        | + 26       | 5      |
| 4    | Portugal | 3          | 0          | 0          | 3          | 12      | 148       | - 136      | 3      |

| 12 de marzo, 10:14 GMT | Fiyi | 38–5    | Samoa | Estadio BC Place, Vancouver |  |
|                        |      | Reporte |       |                             |  |

| 12 de marzo, 10:36 GMT | Kenia | 43–5    | Portugal | Estadio BC Place, Vancouver |  |
|                        |       | Reporte |          |                             |  |

| 12 de marzo, 13:50 GMT | Fiyi | 62–0    | Portugal | Estadio BC Place, Vancouver |  |
|                        |      | Reporte |          |                             |  |

| 12 de marzo, 14:12 GMT | Kenia | 19–26   | Samoa | Estadio BC Place, Vancouver |  |
|                        |       | Reporte |       |                             |  |

| 12 de marzo, 17:38 GMT | Samoa | 43-7    | Portugal | Estadio BC Place, Vancouver |  |
|                        |       | Reporte |          |                             |  |

| 12 de marzo, 18:00 GMT | Fiyi | 24–19   | Kenia | Estadio BC Place, Vancouver |  |
|                        |      | Reporte |       |                             |  |

### Grupo B
| Pos. | Equipo    | Encuentros | Encuentros | Encuentros | Encuentros | Tantos  | Tantos    | Tantos     | Puntos |
| Pos. | Equipo    | jugados    | ganados    | empatados  | perdidos   | a favor | en contra | diferencia | Puntos |
| ---- | --------- | ---------- | ---------- | ---------- | ---------- | ------- | --------- | ---------- | ------ |
| 1    | Australia | 3          | 2          | 0          | 1          | 104     | 33        | + 71       | 7      |
| 2    | Gales     | 3          | 2          | 0          | 1          | 92      | 68        | + 24       | 7      |
| 3    | Canadá    | 3          | 2          | 0          | 1          | 62      | 50        | + 12       | 7      |
| 4    | Rusia     | 3          | 0          | 0          | 3          | 17      | 124       | - 107      | 3      |

| 12 de marzo, 11:42 GMT | Australia | 43–5    | Rusia | Estadio BC Place, Vancouver |  |
|                        |           | Reporte |       |                             |  |

| 12 de marzo, 12:04 GMT | Gales | 26–19   | Canadá | Estadio BC Place, Vancouver |  |
|                        |       | Reporte |        |                             |  |

| 12 de marzo, 15:18 GMT | Gales | 52–0    | Rusia | Estadio BC Place, Vancouver |  |
|                        |       | Reporte |       |                             |  |

| 12 de marzo, 15:40 GMT | Australia | 12–14   | Canadá | Estadio BC Place, Vancouver |  |
|                        |           | Reporte |        |                             |  |

| 12 de marzo, 19:06 GMT | Australia | 49-14   | Gales | Estadio BC Place, Vancouver |  |
|                        |           | Reporte |       |                             |  |

| 12 de marzo, 19:28 GMT | Rusia | 12–29   | Canadá | Estadio BC Place, Vancouver |  |
|                        |       | Reporte |        |                             |  |

### Grupo C
| Pos. | Equipo    | Encuentros | Encuentros | Encuentros | Encuentros | Tantos  | Tantos    | Tantos     | Puntos |
| Pos. | Equipo    | jugados    | ganados    | empatados  | perdidos   | a favor | en contra | diferencia | Puntos |
| ---- | --------- | ---------- | ---------- | ---------- | ---------- | ------- | --------- | ---------- | ------ |
| 1    | Sudáfrica | 3          | 3          | 0          | 0          | 96      | 7         | + 89       | 9      |
| 2    | Escocia   | 3          | 2          | 0          | 1          | 52      | 50        | + 2        | 7      |
| 3    | Argentina | 3          | 1          | 0          | 2          | 42      | 51        | - 9        | 5      |
| 4    | Brasil    | 3          | 0          | 0          | 3          | 12      | 94        | - 82       | 2      |

| 12 de marzo, 09:30 GMT | Sudáfrica | 43–0    | Escocia | Estadio BC Place, Vancouver |  |
|                        |           | Reporte |         |                             |  |

| 12 de marzo, 09:52 GMT | Argentina | 35–5    | Brasil | Estadio BC Place, Vancouver |  |
|                        |           | Reporte |        |                             |  |

| 12 de marzo, 13:06 GMT | Sudáfrica | 26–7    | Brasil | Estadio BC Place, Vancouver |  |
|                        |           | Reporte |        |                             |  |

| 12 de marzo, 13:28 GMT | Argentina | 7–19    | Escocia | Estadio BC Place, Vancouver |  |
|                        |           | Reporte |         |                             |  |

| 12 de marzo, 16:54 GMT | Escocia | 33-0    | Brasil | Estadio BC Place, Vancouver |  |
|                        |         | Reporte |        |                             |  |

| 12 de marzo, 17:16 GMT | Sudáfrica | 27–0    | Argentina | Estadio BC Place, Vancouver |  |
|                        |           | Reporte |           |                             |  |

### Grupo D
| Pos. | Equipo         | Encuentros | Encuentros | Encuentros | Encuentros | Tantos  | Tantos    | Tantos     | Puntos |
| Pos. | Equipo         | jugados    | ganados    | empatados  | perdidos   | a favor | en contra | diferencia | Puntos |
| ---- | -------------- | ---------- | ---------- | ---------- | ---------- | ------- | --------- | ---------- | ------ |
| 1    | Nueva Zelanda  | 3          | 3          | 0          | 0          | 48      | 15        | + 33       | 9      |
| 2    | Estados Unidos | 3          | 2          | 0          | 1          | 64      | 43        | + 21       | 7      |
| 3    | Inglaterra     | 3          | 1          | 0          | 2          | 26      | 36        | - 10       | 5      |
| 4    | Francia        | 3          | 0          | 0          | 3          | 36      | 80        | - 44       | 3      |

| 12 de marzo, 10:58 GMT | Estados Unidos | 42–14   | Francia | Estadio BC Place, Vancouver |  |
|                        |                | Reporte |         |                             |  |

| 12 de marzo, 11:20 GMT | Nueva Zelanda | 7–0     | Inglaterra | Estadio BC Place, Vancouver |  |
|                        |               | Reporte |            |                             |  |

| 12 de marzo, 14:34 GMT | Estados Unidos | 17–12   | Inglaterra | Estadio BC Place, Vancouver |  |
|                        |                | Reporte |            |                             |  |

| 12 de marzo, 14:56 GMT | Nueva Zelanda | 24–10   | Francia | Estadio BC Place, Vancouver |  |
|                        |               | Reporte |         |                             |  |

| 12 de marzo, 18:22 GMT | Francia | 14-12   | Inglaterra | Estadio BC Place, Vancouver |  |
|                        |         | Reporte |            |                             |  |

| 12 de marzo, 18:44 GMT | Estados Unidos | 5–17    | Nueva Zelanda | Estadio BC Place, Vancouver |  |
|                        |                | Reporte |               |                             |  |

## Fase final

### Copa Shield
Fuente:
|  | Cuartos de final | Cuartos de final |          |          | Semifinales | Semifinales |  |       | Final       | Final       |  |
|  | 13 de marzo      | 13 de marzo      |          |          | 13 de marzo | 13 de marzo |  |       | 13 de marzo | 13 de marzo |  |
|  |                  |                  |          |          |             |             |  |       |             |             |  |
|  |                  |                  |          |          |             |             |  |       |             |             |  |
|  | Kenia            | 21               |          |          |             |             |  |       |             |             |  |
|  | Kenia            | 21               |          |          |             |             |  |       |             |             |  |
|  | Francia          | 24               |          |          |             |             |  |       |             |             |  |
|  | Francia          | 24               |          | Kenia    | 7           |             |  |       |             |             |  |
|  |                  |                  |          | Kenia    | 7           |             |  |       |             |             |  |
|  |                  |                  | Rusia    | 24       |             |             |  |       |             |             |  |
|  | Argentina        | 19               | Rusia    | 24       |             |             |  |       |             |             |  |
|  | Argentina        | 19               |          |          |             |             |  |       |             |             |  |
|  | Rusia            | 0                |          |          |             |             |  |       |             |             |  |
|  | Rusia            | 0                |          |          |             |             |  | Rusia | 17          |             |  |
|  |                  |                  |          |          |             |             |  | Rusia | 17          |             |  |
|  |                  |                  | Portugal | 10       |             |             |  |       |             |             |  |
|  | Inglaterra       | 31               | Portugal | 10       |             |             |  |       |             |             |  |
|  | Inglaterra       | 31               |          |          |             |             |  |       |             |             |  |
|  | Portugal         | 0                |          |          |             |             |  |       |             |             |  |
|  | Portugal         | 0                |          | Portugal | 17          |             |  |       |             |             |  |
|  |                  |                  |          | Portugal | 17          |             |  |       |             |             |  |
|  |                  |                  | Brasil   | 7        |             |             |  |       |             |             |  |
|  | Canadá           | 19               | Brasil   | 7        |             |             |  |       |             |             |  |
|  | Canadá           | 19               |          |          |             |             |  |       |             |             |  |
|  | Brasil           | 0                |          |          |             |             |  |       |             |             |  |
|  | Brasil           | 0                |          |          |             |             |  |       |             |             |  |
|  |                  |                  |          |          |             |             |  |       |             |             |  |

### Copa de Bronce
Fuente:
|  | Cuartos de final | Cuartos de final |           |            | Semifinales | Semifinales |  |         | Final       | Final       |  |
|  | 13 de marzo      | 13 de marzo      |           |            | 13 de marzo | 13 de marzo |  |         | 13 de marzo | 13 de marzo |  |
|  |                  |                  |           |            |             |             |  |         |             |             |  |
|  |                  |                  |           |            |             |             |  |         |             |             |  |
|  | Kenia            | 21               |           |            |             |             |  |         |             |             |  |
|  | Kenia            | 21               |           |            |             |             |  |         |             |             |  |
|  | Francia          | 24               |           |            |             |             |  |         |             |             |  |
|  | Francia          | 24               |           | Francia    | 19          |             |  |         |             |             |  |
|  |                  |                  |           | Francia    | 19          |             |  |         |             |             |  |
|  |                  |                  | Argentina | 17         |             |             |  |         |             |             |  |
|  | Argentina        | 19               | Argentina | 17         |             |             |  |         |             |             |  |
|  | Argentina        | 19               |           |            |             |             |  |         |             |             |  |
|  | Rusia            | 0                |           |            |             |             |  |         |             |             |  |
|  | Rusia            | 0                |           |            |             |             |  | Francia | 17          |             |  |
|  |                  |                  |           |            |             |             |  | Francia | 17          |             |  |
|  |                  |                  | Canadá    | 19         |             |             |  |         |             |             |  |
|  | Inglaterra       | 31               | Canadá    | 19         |             |             |  |         |             |             |  |
|  | Inglaterra       | 31               |           |            |             |             |  |         |             |             |  |
|  | Portugal         | 0                |           |            |             |             |  |         |             |             |  |
|  | Portugal         | 0                |           | Inglaterra | 7           |             |  |         |             |             |  |
|  |                  |                  |           | Inglaterra | 7           |             |  |         |             |             |  |
|  |                  |                  | Canadá    | 17         |             |             |  |         |             |             |  |
|  | Canadá           | 19               | Canadá    | 17         |             |             |  |         |             |             |  |
|  | Canadá           | 19               |           |            |             |             |  |         |             |             |  |
|  | Brasil           | 0                |           |            |             |             |  |         |             |             |  |
|  | Brasil           | 0                |           |            |             |             |  |         |             |             |  |
|  |                  |                  |           |            |             |             |  |         |             |             |  |

### Copa de Plata
Fuente:
|  | Cuartos de final | Cuartos de final |         |                | Semifinales | Semifinales |  |                | Final       | Final       |  |
|  | 13 de marzo      | 13 de marzo      |         |                | 13 de marzo | 13 de marzo |  |                | 13 de marzo | 13 de marzo |  |
|  |                  |                  |         |                |             |             |  |                |             |             |  |
|  |                  |                  |         |                |             |             |  |                |             |             |  |
|  | Fiyi             | 31               |         |                |             |             |  |                |             |             |  |
|  | Fiyi             | 31               |         |                |             |             |  |                |             |             |  |
|  | Estados Unidos   | 26               |         |                |             |             |  |                |             |             |  |
|  | Estados Unidos   | 26               |         | Estados Unidos | 38          |             |  |                |             |             |  |
|  |                  |                  |         | Estados Unidos | 38          |             |  |                |             |             |  |
|  |                  |                  | Gales   | 12             |             |             |  |                |             |             |  |
|  | Sudáfrica        | 31               | Gales   | 12             |             |             |  |                |             |             |  |
|  | Sudáfrica        | 31               |         |                |             |             |  |                |             |             |  |
|  | Gales            | 0                |         |                |             |             |  |                |             |             |  |
|  | Gales            | 0                |         |                |             |             |  | Estados Unidos | 19          |             |  |
|  |                  |                  |         |                |             |             |  | Estados Unidos | 19          |             |  |
|  |                  |                  | Samoa   | 31             |             |             |  |                |             |             |  |
|  | Nueva Zelanda    | 17               | Samoa   | 31             |             |             |  |                |             |             |  |
|  | Nueva Zelanda    | 17               |         |                |             |             |  |                |             |             |  |
|  | Samoa            | 12               |         |                |             |             |  |                |             |             |  |
|  | Samoa            | 12               |         | Samoa          | 24          |             |  |                |             |             |  |
|  |                  |                  |         | Samoa          | 24          |             |  |                |             |             |  |
|  |                  |                  | Escocia | 17             |             |             |  |                |             |             |  |
|  | Australia        | 24               | Escocia | 17             |             |             |  |                |             |             |  |
|  | Australia        | 24               |         |                |             |             |  |                |             |             |  |
|  | Escocia          | 17               |         |                |             |             |  |                |             |             |  |
|  | Escocia          | 17               |         |                |             |             |  |                |             |             |  |
|  |                  |                  |         |                |             |             |  |                |             |             |  |

### Copa de Oro
Fuente:
|  | Cuartos de final | Cuartos de final |               |               | Semifinales | Semifinales |      |              | Final        | Final       |  |
|  | 13 de marzo      | 13 de marzo      |               |               | 13 de marzo | 13 de marzo |      |              | 13 de marzo  | 13 de marzo |  |
|  |                  |                  |               |               |             |             |      |              |              |             |  |
|  |                  |                  |               |               |             |             |      |              |              |             |  |
|  | Fiyi             | 31               |               |               |             |             |      |              |              |             |  |
|  | Fiyi             | 31               |               |               |             |             |      |              |              |             |  |
|  | Estados Unidos   | 26               |               |               |             |             |      |              |              |             |  |
|  | Estados Unidos   | 26               |               | Fiyi          | 19          |             |      |              |              |             |  |
|  |                  |                  |               | Fiyi          | 19          |             |      |              |              |             |  |
|  |                  |                  | Sudáfrica     | 31            |             |             |      |              |              |             |  |
|  | Sudáfrica        | 31               | Sudáfrica     | 31            |             |             |      |              |              |             |  |
|  | Sudáfrica        | 31               |               |               |             |             |      |              |              |             |  |
|  | Gales            | 0                |               |               |             |             |      |              |              |             |  |
|  | Gales            | 0                |               |               |             |             |      | Sudáfrica    | 14           |             |  |
|  |                  |                  |               |               |             |             |      | Sudáfrica    | 14           |             |  |
|  |                  |                  | Nueva Zelanda | 19            |             |             |      |              |              |             |  |
|  | Nueva Zelanda    | 17               | Nueva Zelanda | 19            |             |             |      |              |              |             |  |
|  | Nueva Zelanda    | 17               |               |               |             |             |      |              |              |             |  |
|  | Samoa            | 12               |               |               |             |             |      |              |              |             |  |
|  | Samoa            | 12               |               | Nueva Zelanda | 28          |             |      | Tercer lugar | Tercer lugar |             |  |
|  |                  |                  |               | Nueva Zelanda | 28          |             |      | Tercer lugar | Tercer lugar |             |  |
|  |                  |                  | Australia     | 19            |             |             |      |              |              |             |  |
|  | Australia        | 24               | Australia     | 19            |             |             | Fiyi | 12           |              |             |  |
|  | Australia        | 24               |               |               |             |             | Fiyi | 12           |              |             |  |
|  | Escocia          | 17               |               |               |             |             |      |              | Australia    | 19          |  |
|  | Escocia          | 17               |               |               |             |             |      |              | Australia    | 19          |  |
|  |                  |                  |               |               |             |             |      |              |              |             |  |

| Bandera de Nueva Zelanda |
| Campeón Nueva Zelanda    |
| Primer título            |

## Cuadro de honor
| Copa   | Campeón       | Subcampeón     | Tercero   |
| ------ | ------------- | -------------- | --------- |
| Oro    | Nueva Zelanda | Sudáfrica      | Australia |
| Plata  | Samoa         | Estados Unidos |           |
| Bronce | Canadá        | Francia        |           |
| Shield | Rusia         | Portugal       |           |